# 1513
Il 1513 (MDXIII in numeri romani) è un anno  del XVI secolo.

## Eventi
- 11 marzo – Eletto papa Leone X.
- 6 giugno – Battaglia dell'Ariotta combattuta a Novara: I francesi furono sconfitti dagli svizzeri della Lega Santa.
- 16 agosto – Battaglia di Guinegatte: I francesi furono sconfitti dagli anglo-tedeschi della Lega Santa.
- estate-autunno – Composizione di gran parte dell'opera Il Principe di Niccolò Machiavelli, trattato sostanzialmente compiuto nel dicembre dello stesso anno.
- 29 settembre – Lodo di papa Leone X – Il Capitanato di Pietrasanta viene annesso alla terre Medicee, nasce la Versilia.
- 30 settembre – Il fianco ovest del monte Crenone collassa, investendo e devastando il fondo valle nella regione a nord di Biasca all'imboccatura della valle di Blenio.
- 7 ottobre – Battaglia de La Motta: Durante la Guerra della Lega di Cambrai, l'esercito della Repubblica di Venezia fu sconfitto dalle truppe dell'Impero spagnolo, coadiuvate da 3.500 lanzichenecchi.
- Gli esploratori portoghesi conquistano la penisola di Malacca e le Molucche e raggiungono Canton.

### America
- 2 aprile – Juan Ponce de León, alla ricerca della fonte della giovinezza tra le isole Bahamas, scopre la Florida. È in tal modo il primo a raggiungere il territorio degli attuali Stati Uniti d'America.
- L'esploratore spagnolo Vasco Núñez de Balboa attraversa lo stretto di Panama, diventando il primo europeo a navigare nelle acque dell'Oceano Pacifico. Questa scoperta smonta definitivamente la convinzione di Cristoforo Colombo, il quale era convinto di aver raggiunto la parte più orientale dell'Asia, e conferma la convinzione di Amerigo Vespucci, e cioè che il Nuovo Mondo è un nuovo continente.

## Nati
- 14 febbraio - Domenico Ferrabosco, compositore e cantore italiano († 1574)
- 2 marzo - Francesco d'Orléans-Longueville, nobile francese († 1548)
- 15 marzo - Edvige Jagellona († 1573)
- 22 aprile - Tachibana Dōsetsu, militare giapponese († 1585)
- 16 maggio - Anton Francesco Doni, letterato, editore e traduttore italiano († 1574)
- 10 giugno - Luigi III di Montpensier, nobile francese († 1582)
- 9 luglio - Jan van Hembyze, politico belga († 1584)
- 1º agosto - Cosimo Gheri, vescovo cattolico italiano († 1537)
- 3 agosto - Giovanni di Brandeburgo-Küstrin, nobile tedesco († 1571)
- 14 agosto - William Parr, I marchese di Northampton, nobile britannico († 1571)
- 15 agosto - George Cassander, teologo e umanista fiammingo († 1566)
- 18 agosto - Pompilio Amaseo, umanista italiano († 1586)
- 24 settembre - Caterina di Sassonia-Lauenburg, nobile († 1535)
- 30 ottobre - Jacques Amyot, vescovo cattolico e scrittore francese († 1593)
- 11 novembre - Stanisław Orzechowski, umanista e politico polacco († 1566)
- 3 dicembre - Lorenzo Strozzi, cardinale, arcivescovo cattolico e abate italiano († 1571)
- 30 dicembre - Giovanni Antonio Volpe, vescovo cattolico italiano († 1588)
- Alauddin Riayat Shah II di Johor, sovrano malese († 1564)
- Romolo Archinto, vescovo cattolico italiano († 1576)
- Giovanni Argenterio, medico italiano († 1572)
- Philibert Babou de la Bourdaisière, diplomatico e cardinale francese († 1570)
- Michele Baio, teologo belga († 1589)
- Federigo Barbolani da Montauto, condottiero e politico italiano († 1582)
- Bernardino Bricennio, vescovo cattolico italiano († 1588)
- Giovanni Campeggi, vescovo cattolico e diplomatico italiano († 1563)
- Galeotto Cei, marinaio italiano († 1579)
- Isabella Colonna, nobile italiana († 1570)
- Giacomo Antonio Cortuso, botanico italiano († 1603)
- Lorenzo Davidico, presbitero italiano († 1574)
- Diego de Espinosa, cardinale e vescovo cattolico spagnolo († 1572)
- Silken Thomas, irlandese († 1537)
- Giulia Gonzaga, nobildonna, letterata e mecenate italiana († 1566)
- Massimiliano Gonzaga, nobile italiano († 1578)
- Robert Granjon, tipografo italiano († 1590)
- Isabella di Navarra, principessa francese († 1555)
- John Knox, teologo scozzese († 1572)
- Ambrosio de Morales, umanista, storico e archeologo spagnolo († 1591)
- Oniniwa Yoshinao, militare giapponese († 1585)
- Elisabeth Plainacher, austriaca († 1583)
- Pierre Reymond, pittore francese († 1584)
- Richard Lee, ingegnere militare inglese († 1575)
- Azaria de' Rossi, storico e medico italiano († 1574)
- Satomi Yoshitoyo, militare giapponese († 1534)
- Shiba Yoshimune, militare giapponese († 1554)
- Pedro de Villagra, generale e esploratore spagnolo († 1577)
- George Wishart, religioso scozzese († 1546)
- Pietro Antonio di Capua, arcivescovo cattolico italiano († 1579)

## Morti

### Gennaio
- 20 gennaio - Elena di Mosca, principessa russa (n. 1476)
- 29 gennaio - Giovanni Raimondo Folch IV de Cardona, generale spagnolo (n. 1446)

### Febbraio
- 20 febbraio - Giovanni di Danimarca, re danese (n. 1455)
- 21 febbraio - Johannes Cuno, umanista e grecista tedesco
- 21 febbraio - Papa Giulio II, papa, vescovo cattolico e cardinale italiano (n. 1443)
- 23 febbraio - Pietro Paolo Boscoli, politico italiano (n. 1481)

### Marzo
- 10 marzo - Şehzade Korkut, principe ottomano (n. 1469)
- 10 marzo - John de Vere, XIII conte di Oxford, nobile e militare britannico (n. 1442)
- 24 marzo - Şehzade Ahmed, principe ottomano (n. 1466)
- 25 marzo - Geremia Lambertenghi, religioso italiano (n. 1440)
- 25 marzo - Maurice O'Fihely, teologo e arcivescovo cattolico irlandese

### Aprile
- 8 aprile - Cosimo de' Pazzi, abate e arcivescovo cattolico italiano (n. 1466)
- 22 aprile - Pierre de Rohan-Gié, politico e militare francese (n. 1451)
- 25 aprile - Edward Howard, ammiraglio britannico
- 30 aprile - Edmund de la Pole, III duca di Suffolk, nobile britannico

### Maggio
- 8 maggio - Bernardino de' Bustis, religioso e teologo italiano
- 13 maggio - Girolamo de Franciscis, vescovo cattolico italiano
- 16 maggio - Giovanni Giacomo Castiglioni, arcivescovo cattolico italiano

### Luglio
- 12 luglio - Lancillotto Borromeo, nobile e politico italiano (n. 1473)

### Settembre
- 9 settembre - Giacomo IV di Scozia, re (n. 1473)
- 9 settembre - William Graham, I conte di Montrose, politico scozzese (n. 1464)
- 9 settembre - John Ramsay, signore Bothwell, nobile, ambasciatore e agente segreto scozzese
- 9 settembre - Alexander Stewart, nobile e arcivescovo cattolico scozzese (n. 1493)
- 14 settembre - Antonio de Guevara, II conte di Potenza, politico e diplomatico spagnolo (n. 1454)

### Ottobre
- 7 ottobre - Ermes Bentivoglio, nobile italiano (n. 1476)
- 7 ottobre - Antonio Pio, generale e nobile italiano
- 7 ottobre - Scipione Ugoni, generale italiano
- 30 ottobre - Domenico Malipiero, storico e generale italiano (n. 1445)

### Novembre
- 9 novembre - Robert Guibé, cardinale francese (n. 1460)
- 25 novembre - Giovanna da Montefeltro, nobildonna italiana (n. 1463)

### Dicembre
- 11 dicembre - Pinturicchio, pittore italiano

### Senza giorno specificato
- Marino Barlezio, scrittore e religioso albanese (n. 1450)
- Andrés Bernáldez, religioso e storico spagnolo (n. 1450)
- Guy de Blanchefort,  francese (n. 1446)
- Antoine Brumel, compositore francese (n. 1460)
- Giovanni Buora, architetto e scultore italiano (n. 1450)
- Giorgio II di Cachezia, re (n. 1464)
- Pietro Carlo, vescovo cattolico italiano
- Michel Colombe, scultore francese (n. 1430)
- Stefano Folchetti, pittore italiano (n. 1440)
- Hua Sui, inventore e tipografo cinese (n. 1439)
- Sebastiano Mainardi, pittore italiano (n. 1460)
- Naldo Naldi, umanista e poeta italiano (n. 1439)
- Pietro Pacini, editore italiano (n. 1440)
- Cassandra Pavoni, nobildonna italiana
- Francesco Rosselli, incisore italiano (n. 1448)
- Bartolomeo della Fonte, umanista italiano (n. 1446)
- Claudina di Brosse, nobildonna francese (n. 1450)
- Agnolo di Domenico di Donnino, pittore italiano (n. 1446)
- Nicolò Corso, pittore italiano (n. 1446)
- Enrico VIII di Waldeck, nobile tedesco (n. 1465)
- Pacomio I di Costantinopoli, arcivescovo ortodosso greco

## Calendario
| Calendario 1513 | Calendario 1513 | Calendario 1513 | Calendario 1513 | Calendario 1513 | Calendario 1513 | Calendario 1513 | Calendario 1513 | Calendario 1513 | Calendario 1513 | Calendario 1513 | Calendario 1513 | Calendario 1513 | Calendario 1513 | Calendario 1513 | Calendario 1513 | Calendario 1513 | Calendario 1513 | Calendario 1513 | Calendario 1513 | Calendario 1513 | Calendario 1513 | Calendario 1513 | Calendario 1513 | Calendario 1513 | Calendario 1513 | Calendario 1513 | Calendario 1513 | Calendario 1513 | Calendario 1513 | Calendario 1513 | Calendario 1513 | Calendario 1513 |
| --------------- | --------------- | --------------- | --------------- | --------------- | --------------- | --------------- | --------------- | --------------- | --------------- | --------------- | --------------- | --------------- | --------------- | --------------- | --------------- | --------------- | --------------- | --------------- | --------------- | --------------- | --------------- | --------------- | --------------- | --------------- | --------------- | --------------- | --------------- | --------------- | --------------- | --------------- | --------------- | --------------- |
|                 | 1               | 2               | 3               | 4               | 5               | 6               | 7               | 8               | 9               | 10              | 11              | 12              | 13              | 14              | 15              | 16              | 17              | 18              | 19              | 20              | 21              | 22              | 23              | 24              | 25              | 26              | 27              | 28              | 29              | 30              | 31              |                 |
| Gennaio         | Sa              | Do              | Lu              | Ma              | Me              | Gi              | Ve              | Sa              | Do              | Lu              | Ma              | Me              | Gi              | Ve              | Sa              | Do              | Lu              | Ma              | Me              | Gi              | Ve              | Sa              | Do              | Lu              | Ma              | Me              | Gi              | Ve              | Sa              | Do              | Lu              |                 |
| Febbraio        | Ma              | Me              | Gi              | Ve              | Sa              | Do              | Lu              | Ma              | Me              | Gi              | Ve              | Sa              | Do              | Lu              | Ma              | Me              | Gi              | Ve              | Sa              | Do              | Lu              | Ma              | Me              | Gi              | Ve              | Sa              | Do              | Lu              |                 |                 |                 |                 |
| Marzo           | Ma              | Me              | Gi              | Ve              | Sa              | Do              | Lu              | Ma              | Me              | Gi              | Ve              | Sa              | Do              | Lu              | Ma              | Me              | Gi              | Ve              | Sa              | Do              | Lu              | Ma              | Me              | Gi              | Ve              | Sa              | Do              | Lu              | Ma              | Me              | Gi              |                 |
| Aprile          | Ve              | Sa              | Do              | Lu              | Ma              | Me              | Gi              | Ve              | Sa              | Do              | Lu              | Ma              | Me              | Gi              | Ve              | Sa              | Do              | Lu              | Ma              | Me              | Gi              | Ve              | Sa              | Do              | Lu              | Ma              | Me              | Gi              | Ve              | Sa              |                 |                 |
| Maggio          | Do              | Lu              | Ma              | Me              | Gi              | Ve              | Sa              | Do              | Lu              | Ma              | Me              | Gi              | Ve              | Sa              | Do              | Lu              | Ma              | Me              | Gi              | Ve              | Sa              | Do              | Lu              | Ma              | Me              | Gi              | Ve              | Sa              | Do              | Lu              | Ma              |                 |
| Giugno          | Me              | Gi              | Ve              | Sa              | Do              | Lu              | Ma              | Me              | Gi              | Ve              | Sa              | Do              | Lu              | Ma              | Me              | Gi              | Ve              | Sa              | Do              | Lu              | Ma              | Me              | Gi              | Ve              | Sa              | Do              | Lu              | Ma              | Me              | Gi              |                 |                 |
| Luglio          | Ve              | Sa              | Do              | Lu              | Ma              | Me              | Gi              | Ve              | Sa              | Do              | Lu              | Ma              | Me              | Gi              | Ve              | Sa              | Do              | Lu              | Ma              | Me              | Gi              | Ve              | Sa              | Do              | Lu              | Ma              | Me              | Gi              | Ve              | Sa              | Do              |                 |
| Agosto          | Lu              | Ma              | Me              | Gi              | Ve              | Sa              | Do              | Lu              | Ma              | Me              | Gi              | Ve              | Sa              | Do              | Lu              | Ma              | Me              | Gi              | Ve              | Sa              | Do              | Lu              | Ma              | Me              | Gi              | Ve              | Sa              | Do              | Lu              | Ma              | Me              |                 |
| Settembre       | Gi              | Ve              | Sa              | Do              | Lu              | Ma              | Me              | Gi              | Ve              | Sa              | Do              | Lu              | Ma              | Me              | Gi              | Ve              | Sa              | Do              | Lu              | Ma              | Me              | Gi              | Ve              | Sa              | Do              | Lu              | Ma              | Me              | Gi              | Ve              |                 |                 |
| Ottobre         | Sa              | Do              | Lu              | Ma              | Me              | Gi              | Ve              | Sa              | Do              | Lu              | Ma              | Me              | Gi              | Ve              | Sa              | Do              | Lu              | Ma              | Me              | Gi              | Ve              | Sa              | Do              | Lu              | Ma              | Me              | Gi              | Ve              | Sa              | Do              | Lu              |                 |
| Novembre        | Ma              | Me              | Gi              | Ve              | Sa              | Do              | Lu              | Ma              | Me              | Gi              | Ve              | Sa              | Do              | Lu              | Ma              | Me              | Gi              | Ve              | Sa              | Do              | Lu              | Ma              | Me              | Gi              | Ve              | Sa              | Do              | Lu              | Ma              | Me              |                 |                 |
| Dicembre        | Gi              | Ve              | Sa              | Do              | Lu              | Ma              | Me              | Gi              | Ve              | Sa              | Do              | Lu              | Ma              | Me              | Gi              | Ve              | Sa              | Do              | Lu              | Ma              | Me              | Gi              | Ve              | Sa              | Do              | Lu              | Ma              | Me              | Gi              | Ve              | Sa              |                 |